# Големобучински манастир
Големобучинският манастир „Възнесение Господне“ е манастир на Българската православна църква, част от Софийската епархия.

## Местоположение
Намира се на около 1 км от село Големо Бучино, в южното подножие на Люлин планина.

## История
Манастирът е основан е през 18 век. Бил е унищожен и отново е възстановен през 19 век. Открити са останки от антична сграда.

## Архитектура
Състои се от еднокорабна, едноапсидна черква и малка жилищна сграда.